# 陸遜
陸遜（183年—245年3月19日），本名陸議，字伯言，吴郡吴县（今江苏省苏州市）人，三國時代吳國軍事家、政治家，负责统领吴国军事和政治多年，并同时掌管民事，辅佐太子等。历任吴国大都督、上大将军、丞相。63岁去世，孙休时追谥昭侯。

## 生平

### 吳郡士族
陸遜出自吴郡陆氏，東漢光和六年（183年）出生，少孤，兒時隨其從祖父廬江太守陸康，後軍閥袁術自九江遣孫策謀攻廬江，陆康与之战于庐江达两年，因缺糧致陆氏宗族损耗大半。為避戰禍，陸康令人携幼子陆绩及从孙陸遜返回吳郡。陸遜長於从父陸績數歲，帮助他綱紀門戶。当时，陆绩及其外甥顾邵以博览书传齐名，陸遜、张敦、卜静次之。

### 仕於孫吳
東漢建安八年（203年），陸遜21歲，投入孫權旗下，歷任東西曹令史，後在海昌擔任屯田都尉，行縣長之職務。當時縣裡連年旱災，陸遜開倉分穀於貧民，並監督縣裡的農業發展，深深得到當地百姓的信賴。當時吳郡、會稽郡、丹楊郡多有山越盜賊潛匿，陸遜上疏陈述平定山越的利益，请求由他去征讨。这其中尤其是會稽山賊大帥潘臨，危禍當地多年。陸遜率軍平亂，所到之處皆順服之，此時其部曲已有二千餘人。建安二十一年（216年）鄱陽賊帥尤突作亂，陸遜同贺齐多次討之，拜定威校尉，軍屯於利浦。

### 議見兵勢
孫權將孫策之女許配予陸遜，並多次拜訪論天下時務。陸遜建議孫權：「現今群雄如弈棋，貪殘之人窺望伺探，欲戰勝敵人，平定禍亂（指孫權領地內的山越），大家得要同舟共濟。當今山越賊寇仍然在地方作亂，我們若要拓展更多的領地必進處處受阻、困難重重。如無法安定內部問題，對外開拓難有所作為。吾建議應擴大兵源，並從中取其精銳。」孫權納其良策，拜陸遜為其帳下之右部督，统领宿卫兵，又授给陸遜棨戟，让他都督会稽、鄱陽、丹楊三郡。
當時丹楊賊帥費棧接受曹操的印綬，煽動山越作為內應，孫權便遣陸遜討伐。陸遜知道費棧部眾多於他所率兵馬，便巧施計謀，佈署其軍旗和鼓於四周，潛軍在黑夜中的山谷中，時機一到便擊鼓而前進攻，敵軍頓時膽怯，以為四面八方皆是官兵，費棧與其部眾登時分崩離析。陸遜之後揮軍平定揚州東部三郡的賊寇，經此役得到精兵數萬人，將其中健強體擴者補充兵員，羸弱者納入充實戶口，抒解當時吳國人口與兵力不足的問題，後回軍屯兵於蕪湖。
当时会稽太守淳于式上表告陸遜违法征用民众。陸遜返回知道此事后，認為淳于式意在養民，實為佳吏，孙权为陸遜的长者风范甚为佩服。

### 初露鋒芒
東漢建安二十四年（219年），關羽討魏將曹仁於樊城，留兵將守備公安、南郡。吳都督呂蒙意欲用計偷襲荊州，便稱病前往建業。時年37歲的陸遜前往見之。謂曰：「羽矜其驍氣，陵轢于人。始有大功，意驕志逸，但務北進，未嫌于我，有相聞病，必益無備。今出其不意，自可禽制。（關羽憑藉其驍勇，目中無人。立了大功便驕矜自大，他只專注於北進，未對我國有所戒心，聽聞將軍稱病，必定更削除對我軍的防備，之後出其不意攻之，便可擒拿關羽。）」呂蒙為不泄露軍情，假意稱關羽是無法圖謀的，不過呂蒙回到建業，便推薦以「意思深長，才堪負重」、但「未有遠名」的陸遜，孫權便拜陸遜為偏將軍右部督，替代呂蒙的位置。
陸遜於陸口到任後，便寫信向關羽示弱，使其對吳失去戒心。關羽不虞有詐，調荊州守軍北攻樊城，削弱荊州守備。建安二十四年十一月（219年末），孫權乃潛軍奇襲，使陸遜與呂蒙為前部，立即攻克了公安、南郡，陸遜領宜都太守，拜抚边将军，封华亭侯。吕蒙追杀关羽的同时，陸遜由別路進軍，攻破房陵、南乡等处，刘备手下的宜都郡守樊友、房陵太守邓辅、南乡太守郭睦、秭归大姓文布、邓凯或败或逃，諸城長吏及蠻夷君長皆降，使得关羽经由三峡退入益州及刘备发兵救援的道路断绝。時荊州士人初降服，仕路不通，陸遜便上疏孫權曰：「今荊州始定，人物未達，臣愚慺慺，乞普加覆載抽拔之恩。令并獲自進，然後四海延頸，思歸大化。」此一舉措成功拉攏部分荊州人士的歸附，攏絡了荊州人心，已经逃到刘备阵营为将的文布在陸遜诱导下率众投降。這也間接造成日後劉備征吳時難以成功策動荊州各勢力響應蜀軍的原因之一。孫權後封陸遜為右護軍、鎮西將軍，進封婁侯，官職已在呂蒙之上。
孙权想要彰显陸遜的功德，虽然陸遜已经是将军，获得封爵，依然想让他担任扬州举人，于是令扬州牧呂範征辟陸遜为别驾从事，举茂才。

### 夷陵揚名
蜀漢章武元年、魏黃初二年（221年），劉備為奪回荊州并報關羽被殺之仇，親率大軍伐吳。孫權遣使求和不成，只得向魏國稱臣，表明願意修好，以免魏國趁機偷襲，同時命陸遜為大都督，假節，整軍應戰。
翌年（222年）二月，蜀軍進軍至夷陵、秭歸一帶（今湖北宜昌），連營數百里，並得武陵五谿蠻土著部族的支援，聲勢浩大。蜀軍頻繁挑戰，吳軍手下將領皆亟欲出戰，但陸遜堅守不出，陸遜深知蜀軍銳氣正盛，同時長江三峽地段陸路崎嶇、水路驚險，又是下游作戰，地形對吳軍的防禦和後勤供應較為不利，於是陸遜決心實施戰略後撤，以退为进，便先令吳軍退至夷陵、猇亭一帶，據守有利地形，堵住三峽河口。吳軍退出三峽後，後勤運輸大為改善，於平地紮營，吳軍持續堅守不戰，靜觀其變，再尋機決戰。兩軍相持達半年之久，直至六月氣候正值酷暑，蜀軍疲憊、鬥志鬆懈，又因暑熱，移入密林結營，陸遜才開始反擊。

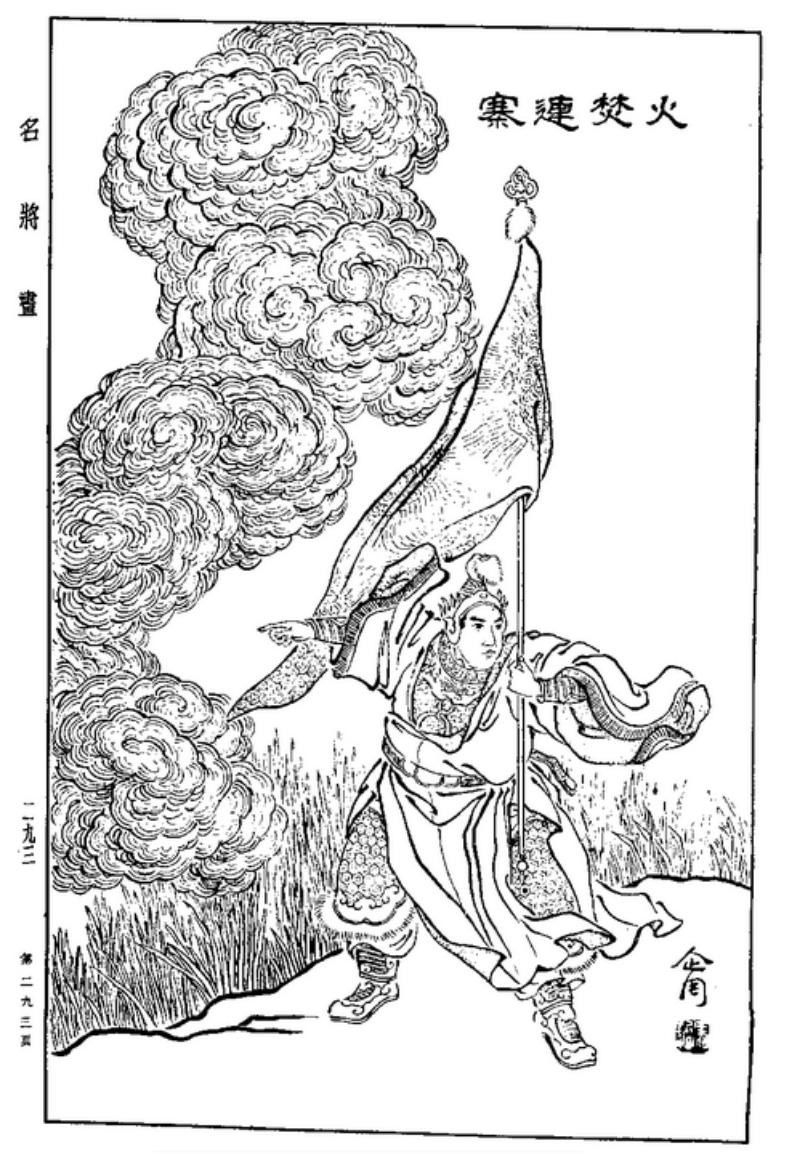
陸遜火焚連寨

陸遜利用火攻，火燒連營，同朱然等部協作，封鎖江面，扼守夷陵道，全線出擊，克營40餘座，蜀軍「舟船、器械，水、步軍資，一時略盡，屍骸塞江而下」。馮習、張南、傅肜、馬良、王甫、蠻將沙摩柯等將皆被吳軍斬殺，駐守江北的黃權因退路被斷，無法回到蜀地，不得已只好率麾下部隊投降魏國。劉備遭到慘敗後，連夜率餘部退至白帝城。
吳國眾將見機不可失，向陸遜請求繼續追擊，但陸遜認為「曹丕集結大軍到此。假借幫助吳王征討劉備，實在懷有奸心，我決定回軍江陵。」果然過不了多久，魏帝曹丕便假借合攻蜀軍之名，向吳國入侵，但見吳軍早有準備，便自行退兵。劉備當時聽到曹丕兵分三路攻東吳，便寫信給陸遜問道：「如今曹丕已開拔進軍至江陵，若我再次向孫權用兵，將軍（指陸遜）將如何應付呢？」陸遜回信，曰：「蜀軍剛剛才打了敗仗，元氣大傷，應當遣使求和，切勿窮兵黷武。若不這麼做的話，恐怕會招來另一個滅頂之災，若是執迷不悟跑來送死，這次就不再客氣了。」戰後孫權加封陸遜為輔國將軍，改封江陵縣侯，鎮守西陵。

### 言聽計從
劉備不久後去世，蜀漢丞相諸葛亮秉政，再度積極謀合孙刘聯盟，使孙刘消除之間的敵對關係。之后凡吴、蜀关系处理，孙权都先征求陸遜意见；给蜀的文书，也先给陸遜看，有意见陸遜可代改后再发出。孙权还专门刻了他的大印，交给陸遜，供他日常处理吴、蜀间的事務所用。
吳黃武五年（226年），陸遜因驻守的地方缺粮，上表命令诸将广开农田。孙权回复说：“主意很好！即日起我父子亲自领受一份农田，用给我驾车的八条牛分拉四犁耕作，虽然比不上古圣贤所作，也可以与大家一样同等劳动。”陸遜上表劝孙权广施恩德、减轻刑罚，放宽田赋的征收，停止户税的收稽。孙权表示二人情义特别不同，荣辱与共。于是孙权命令有关主管官员写好全部的法令条款，派郎中褚逢送给陸遜和諸葛瑾过目，让他们如果觉得有什么不妥当之处，就手增削修改。

### 石亭禦魏
吳黃武七年（228年），魏大司馬曹休大舉進攻吳國，鄱陽太守周魴與孫權密謀後，到曹營詐降，曹休中計，以十萬步騎朝向皖城接應。孫權賜給陸遜黃鉞，督朱桓、全琮、周魴等部共九萬人迎戰曹休。孫權親自執鞭扶他上馬，百官朝他下跪，為此戰助威。这就如同古时候的贤王在派遣将军出战时，跪在将军的车前，手扶车轮说：“城内由我来治理；城外就只能靠将军治理了。”
曹休既知受騙，自恃兵馬精多，遂交戰。陸遜自為中部，令朱桓、全琮為左右翼，三路進軍，雙方決戰於石亭，大敗曹休，一舉擊潰魏國十萬兵馬，斬獲萬餘，獲車乘萬輛，魏軍軍資器械略盡。曹休幸得逃脱，然而不久後就憤恨而死。
陸遜回军，受到孙权极大荣宠，赠送自己的车盖给他，命左右覆盖陸遜，脱下钩络带亲自给陸遜戴上，赠给陸遜缯彩、丹漆。孙权为群僚召开酒宴，酒酣，让陸遜跳舞，又脱下所穿的白鼯子裘赠给他，并与陸遜对舞。等到陸遜回西陵，又赠给他御船。

### 教導皇子
吴黄龙元年（229年），孙权在武昌称帝，在大将军之上又设置上大将军，地位高于三公。陸遜被拜为上大将军、右都护。同年孙权东巡建业，留太子孙登、皇子及尚书九官等在武昌，让陸遜辅佐太子，并掌管荆州及扬州豫章等三郡事务，主持吴军国大事。
孙权令陸遜教育诸位皇子公子。当时孙权次子孙虑喜好斗鸭，陸遜严肃地说：“君侯应当勤读经典，增加自己的新知，玩弄这些东西有什么用？”孙虑当即就拆毁了斗鸭栏。射声校尉孙松是孙权弟弟孙翊的儿子，在公子中最亲近孙权，他不整军纪，放纵士兵，陸遜当着他的面将他的手下罚以剃光头发。孙松曾有小过失，陸遜当面斥责他，孙松脸色看起来不服气，陸遜看到他脸色稍缓和，问：“你不因我粗鄙，多次来访，以明过失，我便顺从你的来意进尽忠言，为什么你却脸变色？”孙松笑答：“我只是也为自己的过失而生气，哪里敢有抱怨？”太子孙登的宾客南阳人谢景称赞刘廙先刑后礼的理论，陸遜呵斥谢景说：“礼治优于刑治，久为历史所证明，刘讷以琐屑的狡辩来歪曲先圣的教诲，完全是错误的。您如今在东宫侍奉，应当遵奉仁义以显扬善言，像刘廙之谈不必讲了。”

### 智變規慮
吳嘉禾三年（234年）孫權北征，派上大將軍陸遜與大將軍諸葛瑾攻襄陽。陸遜派親戚韓扁懷揣奏疏上報朝廷，返回途中，在途中遇到敵人，抓獲了韓扁。諸葛瑾聽後，十分恐慌，寫信給陸遜說：「大駕已還，敵人得到韓扁，將我們的虛實全部打聽清楚了。而且河水快乾了，最好是趕快離去。」陸遜接報後並未作答覆，卻催促人種葑豆，與眾將領下棋射箭遊戲，一如平常。諸葛瑾知道後說：「陸伯言足智多謀，他這樣做一定自有考慮。」於是親自來見陸遜。陸遜說：「敵人知道大駕已還，再不用為此籌謀，便專心對付我們。如今敵人已經守衛了要害之處，兵將已經出動，我們自己應當首先鎮定自如以穩住部隊，然後再巧施計謀，退出此地。如果今天就向敵人表明我們要走，敵人會以為我們害怕了，必然會來威逼我們，那就是必敗之勢了。」於是二人秘密定計，令諸葛瑾坐鎮舟船，陸遜率領全部兵馬向襄陽進發。敵人素來懼怕陸遜，見陸遜要攻襄陽，立即退回城中。諸葛瑾便引船而出，陸遜慢慢整頓好隊伍，大張旗鼓地走上船。敵人不知究竟，反而不敢追擊，於是陸遜全軍安然退出。陸遜撤軍到白圍 （页面存档备份，存于），偷偷派遣周峻、張梁等攻打江夏郡的新市、安陸、石陽，周峻等率兵進攻石陽時，恰逢大量石陽百姓在城外集市進行交易，周峻等人突然到來，嚇得百姓紛紛入城，城門過於擁擠無法關閉，魏軍守衛只能殺死堵在城門的百姓，强行关闭城门。周峻等斩杀以及俘虏共计千余人，隨後陸遜對俘虜而來的百姓給予撫卹保護，令兵士不得干擾欺侮；若有帶家眷前來者便派人看照；失去家人者則給予衣服糧食等資源慰勞並讓他們回家，有人因此受到感動傾慕而相攜歸附。鄰近的人們也因此心向陸遜，江夏功曹趙濯、弋陽備將斐生及夷王梅頤等等皆率其黨羽兵士前來依附，陸遜便拿出所有財物贍恤照料他們。
又因魏國江夏太守逯式領有兵馬，對東吳邊境頗有危害，陸遜知情他與魏國將領文聘之子文休不合，便假裝寫了封回信給逯式，道：「得到您的來信，知道您與文休相處上有嫌隙，勢不兩立，所以打算來依附我國，我會盡速將您的來信秘密呈報給朝廷，並招集兵士人馬前來相迎。您應當盡快做好暗中整備，並告知歸附時間。」，吳軍將此信放在兩國邊境之上，被魏國士兵給撿拾到，逯式得知後擔心受怕，便趕緊將妻兒送還洛陽。自此之後逯式的部下不再親近信任於他，不久後便被罷官免職。

### 太子之爭
吳赤烏七年（244年），顧雍死後，陸遜被委任為丞相，主持三公的事务，并继续担任荆州牧右都护等职务领武昌事。但不久陸遜被捲入太子孫和與魯王孫霸間的皇儲派系爭奪。全琮子全寄与鲁王交好，陸遜因而写信给全琮，劝全琮学习金日磾杀掉全寄以免为家门招祸，全琮不听，引发两人间的间隙。
據《吳錄》記載，孫權私下召見楊竺，楊竺支持孫霸，認為孫霸有文武英才，應為嫡嗣。於是孫權打算立孫霸，廢孫和。當時有給使藏于孫權的床下偷聽，將此事告知了孫和；孫和害怕被廢，與正要去武昌的御使陸胤（陸遜族子）密議，欲請陸遜上疏表諫，不久陸遜上疏陳述：「太子正統，宜有磐石之固，魯王藩臣，當使寵秩有差，彼此得所，上下獲安。」
陸遜上表了三四次，又請求至建業面見皇帝，欲口述嫡庶之分，但不被允許。孫權追查密議洩露一事，先後將楊竺、陸胤收押審問。而陸遜外甥顧譚、顧承、姚信，都因為親附太子以及先前芍陂之戰戰後封賞被全琮父子誣陷而被流放，太子太傅吾粲因數次和陸遜書信來往，下獄死。
孙权很愤怒，多次遣中使批評陸遜。陸遜因此而心生憤恚，於吳赤烏八年（245年）去世，享年63歲，死後家裡沒有剩餘的財產。《大事记续编》载陆逊自杀，《晋春秋》、萧方等《三十国春秋》载陆逊自缢。
陸遜之子陸抗被孙权任命为建武校尉，领父兵五千人。陆抗葬父后，還都谢恩，孫權令中使以楊竺告陸遜的二十條罪狀責問陸抗，陸抗一一答辯，孫權漸漸消除對陸遜的愤怒。
太元元年（251年），孫權認識到自己的錯誤，在陸抗去建業治病時，流著淚對他認錯，並下令焚毀問訊陸遜的文件。

## 特徵
- 陸遜性格忠诚耿直，出言无私，在朝为官恭敬肃穆[25]，為人素儉知足[26]。孟宗曾违法弃官奔丧，虽与陸遜无关但仍为其请求减刑。

- 陸遜有较为浓厚的儒家思想（未有相關文獻指出），他在上书中多次劝说放宽徭役，育养士民。他批评谢景贊同曹魏劉廙先刑后礼的法家思想，主张礼治优于刑治。

- 陸遜对后辈较为严厉，并不因他人出生高贵而改变态度。孙松为吴国宗室不整军纪，陸遜仍然将其亲信处以髡刑甚至当面斥责。孙虑贵为皇子，在陸遜的严厉要求下戒掉了斗鸭的爱好。

- 陸遜掌握孙权的印玺负责对蜀外交，又教导孙权诸子，这在中国历史上是罕见的，可见孙权对其十分信赖。其後陸遜雖因派系斗争激怒孙权，但去世後得到了孙权的道歉。其孙陆机亦为孙权写过诔文（孫權252年去世，陸機261年誕生）。

## 歷任官職
東曹令史→西曹令史→海昌縣令・屯田都尉→定威校尉→帳下右部督→偏將軍右都督→宜都太守・撫邊將軍・華亭侯→右護軍・鎮西將軍・婁侯→（上將軍・列侯→別駕從事・茂才）→大都督 （夷陵之戰）→輔國將軍・荊州牧・江陵侯→ 大都督 （石亭之戰）→上大將軍・右都護 · 荊州牧 · 江陵侯→丞相 · 右都護 · 荊州牧 · 江陵侯

## 家族

### 祖輩
- 陆续，字智初，会稽会驾、扬州别驾。陆续从小是孤儿，后来在郡府做户曹史。当年年岁荒饥，太守尹兴派他在城邑的都亭中给百姓分发稀饭。他察看民众，询问姓名。事情结束后，尹兴问他能够吃到稀饭的人有多少，他不假思索回答说有六百余人，还分别说出他们的姓名，没有差错。尹兴觉得他非比寻常。刺史巡视本部召见了陆续，征召为别驾从事。因病辞官，回到郡里任门下掾。陆续生有三子：陆稠（广陵太守）、陆逢（乐安太守）、陆褒（名士）。陆稠，字伯蠃，东汉时任荆州刺史，后代号荆州枝。陆逢，汉尚书右仆射、乐安侯，后代号乐安枝。乐安，古县名，为今山东省博兴县。陆逢五子：陆涉、陆表、陆琼、陆昊、陆招，号乐安枝。陆表生汉海盐县令陆穰，字子仁。陆穰生陆恢，晋谏议大夫。陆恢生永兴县令陆弘，号谏议枝。
- 陆褒，字叔明，陆续少子，“有志操”，努力践行，爱好学习，不贪慕荣华富贵和虚名，朝廷多次征召为官都不就。第三子为陆纡，第四子陆康。

### 祖父輩
- 陆纡，字叔盤，東漢城門校尉，敏淑有思學。[27]
- 陸康，字季寧，東漢廬江郡太守。

### 父
- 陸駿，字季才，官至九江都尉。淳懿信厚，為邦族所懷。

### 父輩
- 陸儁，堂伯父，陸康子，以陸康功勳拜為郎中，早卒。
- 陸氏，堂姑母，陸康女，顧雍妻，子顧邵。
- 陸績，堂叔父，陸遜比其年長五歲，兩人因年紀相仿而關係親密。

### 平輩
- 陸尚，堂兄，陸康孫，以陸康功勳拜為郎中，娶徐琨女，後早卒，徐氏亦改嫁孫權。
- 顧邵，表兄，顧雍子，陸康外孫，娶陸遜姊妹為妻。

### 妻
- 韓氏，出身山陰韓氏，原配。有一親戚韓扁為陸遜親信。子陸延。[來源請求]
- 孫氏，孫策女，為續絃。子陸抗。

### 弟
- 陸瑁，（？―239年），字子璋，又字仲言[來源請求]，陆骏次子，官至议郎、选曹尚书。

### 姐妹
- 陆氏，嫁豫章太守顾邵，生顾谭、顾承。
- 陆氏，嫁姚敷，生姚信。[28]

### 子
- 陸延，長子，早卒。
- 陸抗，次子，大司馬、荊州牧。孙策外孙，在父親死後繼承其爵位，為東吳後期著名的大臣和將領。

### 孫
- 陸晏，（？—280年3月23日）字士升，陆抗长子，裨将军、夷道监。274年陸抗死後统领其部分兵士。280年晉軍伐吳，晉軍將領王濬攻破夷道（今湖北省宜都市）時將其殺害。
- 陸景，（250年—280年3月23日），字士仁，陆抗次子，尚公主孙皓妹，俱张承外孙也。拜骑都尉、中夏督，封毗陵侯。274年陸抗死後统领其部分兵士，拜偏将军、中夏督。与兄一起为晉將王濬所杀。
- 陸玄。
- 陆氏，陆机姐，嫁顾雍同族顾悌子顾谦。《宋书·顾觊之传》：“顾觊之，字伟仁，吴郡吴人也。高祖谦，字公让，晋平原内史陆机姊夫。”
- 陆机，（261年－303年），字士衡，陆抗五子。274年陸抗死後统领其部分兵士。西元303年时任西晋大将军司马颖右司马、平原内史、后将军、河北大都督。西晉時期文學家、書法家，現存其文集以及中國最早的名人書法真跡《平復帖》。304年，在八王之乱被诬谋反，遭司馬穎下令夷三族，立河北枝。
- 陆氏，陆抗女，陆云姐，嫁顧雍之子顧穆之子顧榮。陆云著《赠顾骠骑二首·思文》乃描写其姐与顾荣结为伉俪时的场景。
- 陸雲，（262年－303年），字士龙，陆抗六子，西晋時為清河内史，被司馬穎滅族。
- 陸耽，陆抗七子，西晋時為平東祭酒，被司馬穎滅族。
- 陸氏，陆抗幼女，273年-274年間夭折，現存陸機文《吳大司馬陸公少女哀辭》。

## 評價
- 孙权：「此诚长者之事，顾人不能为耳。」（《三國志·吳書·陸遜傳第十三》）「公瑾雄烈，胆略兼人，遂破孟德，开拓荆州，邈焉难继，君今继之。」（《三國志·吳書·周瑜魯肅呂蒙傳》）、「昔伊尹隆汤，吕尚翼周，内外之任，君实兼之。」「孤与君分义特异，荣戚实同，来表云不敢随众容身苟免，此实甘心所望於君也。」（《三國志·吳書·吳主傳》）、「伯言常长於计校，恐此一事小短也。」

- 吕蒙：「陸遜意思深长，才堪负重，观其规虑，终可大任。而未有遠名，非羽所忌，無復是過。」（《三國志·吳書·陸遜傳第十三》）

- 陳壽：「劉備天下稱雄，一世所憚，陸遜春秋方壯，威名未著，摧而克之，罔不如志。予既奇遜之謀略，又嘆權之識才，所以濟大事也。及遜忠誠懇至，憂國亡身，庶几社稷之臣矣。抗貞亮籌干，鹹有父風，奕世載美，具體而微，可謂克構者哉！」（《三國志·吳書·陸遜傳第十三》）「逊虽身在外，乃心於国。」（《三國志·吳書·陸遜傳》）「邵字孝则，博览书传，好乐人伦。少与舅陆绩齐名，而陸遜、张敦、卜静等皆亚焉。」（《三國志·吳書·張顧諸葛步傳》）「权嘉逊功德，欲殊显之，虽为上将军列侯，犹欲令历本州举命，乃使扬州牧吕范就辟别驾从事，举茂才。」（《三國志·吳書》）

- 刘备：「吾乃为逊所折辱，岂非天邪！」

- 賈詡：「孫權識虛實，陸議見兵勢。」（《三國志·魏書·賈詡傳》）

- 孙桓：「前实怨不见救，定至今日，乃知调度自有方耳。」（《三國志·吳書·陸遜傳》）

- 诸葛瑾：「伯言多智略，其当有以。」（《三國志·吳書·陸遜傳》）

- 孙登：「陸遜忠勤於时，出身忧国，謇謇在公，有匪躬之节。」（《三國志·吳書·吴书五子传》）

- 曹丕：「彼有人焉，未可图也。」（《三國志·吳書·吳主傳》）

- 步騭：「丞相顾雍、上大将军陸遜、太常潘濬，忧深责重，志在谒诚，夙夜兢兢，寝食不宁，念欲安国利民，建久长之计，可谓心膂股肱，社稷之臣矣。」（《三國志·吳書·張顧諸葛步傳》）

- 傅玄：「及权继其业，有张子布以为腹心，有陆议、诸葛瑾、步骘以为股肱，有吕范、朱然以为爪牙，分任授职，乘间伺隙，兵不妄动，故战少败而江南安。」

- 徐众评：「雍不以吕壹见毁之故，而和颜悦色，诚长者矣。然开引其意，问所欲道，此非也。壹奸险乱法，毁伤忠贤，吴国寒心，自太子登、陸遜已下，切谏不能得，是以潘濬欲因会手剑之，以除国患，疾恶忠主，义形於色，而今乃发起令言。若壹称枉邪，不申理，则非录狱本旨；若承辞而奏之，吴主傥以敬丞相所言，而复原宥，伯言、承明不当悲慨哉！」（《三國志·吳書·張顧諸葛步傳》）

- 陆机：「我大皇帝，以奇踪袭於逸轨，叡心发乎令图，从政咨於故实，播宪稽乎遗风，而加之以笃固，申之以节俭，畴咨俊茂，好谋善断，东帛旅於丘园，旌命交于涂巷。故豪彦寻声而响臻，志士希光而影骛，异人辐輳，猛士如林。於是张昭为师傅，周瑜、陆公、鲁肃、吕蒙之畴入为腹心，出作股肱。」；「汉王亦冯帝王之号，率巴、汉之民，乘危骋变，结垒千里，志报关羽之败，图收湘西之地。而我陆公亦挫之西陵，覆师败绩，困而后济，绝命永安。续以灞须之寇，临川摧锐，蓬笼之战，孑轮不反。由是二邦之将，丧气摧锋，势衄财匮，而吴藐然坐乘其弊，故魏人请好，汉氏乞盟，遂跻天号，鼎峙而立。西屠庸蜀之郊，北裂淮汉之涘，东苞百越之地，南括群蛮之表。於是讲八代之礼，蒐三王之乐，告类上帝，拱揖群后。虎臣毅卒，循江而守，长戟劲铩，望飙而奋。庶尹尽规於上，四民展业于下，化协殊裔，风衍遐圻。乃俾一介行人，抚巡外域，臣象逸骏，扰於外闲，明珠玮宝，辉於内府，珍瑰重迹而至，奇玩应响而赴，輶轩骋於南荒，冲輣息於朔野，齐民免干戈之患，戎马无晨服之虞，而帝业固矣。」；「吴蜀脣齿之国，蜀灭则吴亡，理则然矣，夫蜀盖籓援之与国，而非吴人之存亡也。何则？其郊境之接，重山积险，陆无长毂之径；川阨流迅，水有惊波之艰。虽有锐师百万，启行不过千夫；轴舻千里，前驱不过百舰。故刘氏之伐，陆公喻之长蛇，其势然也。」（《辯亡論》）

- 桓温：「东都郊庙日将曛，江左英风最出群。吴将雄韬重运火，汉皇骁骑枉屯云。两州似共龙盘国，一世原尊鸟喙君。家德幸传羊陆话，厥孙华彩续氤氲。」（《王臣八章》之三）

- 裴松之：「逊虑孙权以退，魏得专力於己，既能张拓形势，使敌不敢犯，方舟顺流，无复怵惕矣，何为复潜遣诸将，奄袭小县，致令市人骇奔，自相伤害？俘馘千人，未足损魏，徒使无辜之民横罹荼酷，与诸葛渭滨之师，何其殊哉！用兵之道既违，失律之凶宜应，其祚无三世，及孙而灭，岂此之馀殃哉！」

- 袁宏：「伯言蹇蹇，以道佐世，出能勤功，入能献替。谋宁社稷，解纷挫锐，正以招疑，忠而获戾。」（《三国名臣序赞》）

- 萧子显：「柳世隆势居中夏，年浅位轻，首抗全师，孤城挑攻，临埤授策，曾无汗马，勍寇乖沮，力屈于高墉，乱辙争先，降奔郢路，陸遜之破玄德，不是过也。」

- 许嵩：「性忠梗，出言无私，立朝肃如也。」「为人素俭知足。」（《建康实录·卷二》）

- 王维：「夜火人归富春郭，秋风鹤唳石头城。周郎陆弟为俦侣，对舞前溪歌白纻。」

- 高适：「隐隐摧锋势，光光弄印荣。鲁连真义士，陸遜岂书生。」

- 刘禹锡：「三千三百西江水，自古如今要路津。月夜歌谣有渔父，风天气色属商人。沙村好处多逢寺，山叶红时觉胜春。行到南朝征战地，古来名将尽为神。」

- 项安世：「周瑜方奏凯，陸遜遂成名。一觉华胥梦，千年战国情。」

- 苏辙：「陸遜之于孙权，高颎之于隋文，言听计从，致君于五伯矣。」（《苕溪渔隐丛话·东坡五》）

- 苏辙：「至于长洲之滨，故城之墟，曹孟德、孙仲谋之所睥睨，周瑜、陸遜之所骋骛，其流风遗迹，亦足以称快世俗。」（《黄州快哉亭记》）

- 张耒：「周瑜陸遜久寂寞，千年北客嘲吴语。莫徒彩笔云锦张，要是宝剑蛟龙舞。」（次韵答天启）

- 洪迈：「孙吴奄有江左，亢衡中州，固本于策、权之雄略，然一时英杰，如周瑜、鲁肃、吕蒙、陸遜四人者，真所谓社稷心膂，与国为存亡之臣也。」

- 陈亮：「又二百余年，遂为三国交据之地，诸葛亮由此起辅先主，荆楚之士从之如云，而汉氏赖以复存于蜀；周瑜、鲁肃、吕蒙、陸遜、陆抗、邓艾、羊祜皆以其地显名。」

- 林光朝：「当时称之为长才无或异辞者，吴有周瑜、鲁肃、吕蒙、陸遜，蜀有诸葛孔明，是皆一方隽才也。」（《艾轩集·卷四》）

- 萧常：「逊工于制胜，而谬于谋国；知袭关羽以取荆州，而不知佐汉以定中原，才有余而知不足故也。」（《萧氏续后汉书》）

- 郝经：「云长万人之敌而吕蒙袭取，昭烈一世之雄而陸遜摧破，汉之义师不复东征，祗保梁益，吴遂蹈跨荆扬。操不可图，丕乃禅代，曹氏遂有中国，而天下三分，殆非人谋，亦天意也。蒙好谋能断，军旅之间，折节问学，终于文武备足，有国士之风。逊一旦为大帅，能昭果毅，使诸将听服，独当一面，遂成隽功。非有过人之材能若是乎？至于忠诚恳至，忧国忘身，庶几社稷之臣。逊死而蒙嗣遂废，贻祸于后，防责赍恨，不瞑九泉，权真负逊也哉！”“子明识断，骎骎遒敏，学问略奇，足继公瑾。伯言静鸷，却敌安疆，虎卧国门，威深大江。」（《续后汉书》）

- 陈元靓：「伯言佐吴，功名光代。作相江东，护军关外。 出入殿门，曾张御盖。今遇圣朝，图形斯在。」（《事林广记·后集·卷四》）

- 任昂：「蜀祀秦守李冰，附以汉守文翁、宋守张咏。密县祀太傅卓茂。钧州祀丞相黄霸。彭泽祀丞相狄仁杰，皆遗爱在民。李龙迁祀于隆州，谢夷甫祀于福州，皆为民捍患。吴丞相陸遜以劳定国，宜祀于吴，以子抗、从子凯配。元总管李黼立祀江州，元帅余阙立庙安庆，皆以死勤事。从阙守皖，佥家殉义者，有万户李宗可，宜配享阙庙。」

- 冯梦龙：「陸遜多沉虑，筹无不中。」「长者之言。」

- 王义山：「某仰惟某官学通六艺，忠贯三精，其谋略则荀攸、贾诩之密，其经济则周瑜、鲁肃之英，其吟啸则谢安、庾亮之雅，其牧御则羊祜、陸遜之仁。」（《稼村类稿》）

- 罗贯中：「坐帐谈兵按六韬，安排香饵钓鲸鳌。三分自是多英俊，又显江南陸遜高。」「陸遜运良筹，能分吴国忧。挥毫关将堕，焚铠蜀王羞。功业昭千载，声名播九州。至今巫峡地，草木尚添愁。」「持矛举火破连营，玄德穷奔白帝城。一旦威名惊蜀魏，吴王宁不敬书生。」（《三國演義》）

- 王世贞：「陆伯言一少年书生，受脤而据诸将之上，挥麈扬策，破天下之所惮服以为英雄。如昭烈者，若拉枯朽。然后胜北兵、奠南服、国无亡镞、算不遗筹、其孔明之流亚欤。」（《王弇州崇论卷之四》）

- 陈子龙：「自汉以后，文武渐分，然犹有虞诩、诸葛亮、周瑜、陸遜、司马懿、羊祜、杜预、温峤、谢玄、韦睿、崔浩、李靖、裴行俭、郭元振、裴度、李德裕、韩琦、李纲、虞允文之徒奋策儒素建功阃外，为时宗臣。彼岂必有抟虎之力，射雕之技哉？不过深明古今之事，能决机宜之便耳。」（《安雅堂稿·卷四》）

- 《通鉴辑览》：「孙吴人才，周瑜而后，当推陸遜。白围之战，持以镇静，实不可及。若瑾之举措惊皇，适足偾事耳。」（《钦定四库全书荟要》）

- 成海應：「陸遜猇亭之績, 殆周瑜之於赤壁也. 憑荊州上流之勢而臨之, 三吳將淪矣. 是以悉力防禦, 卒能克之, 然吳魏方劃江而守之. 魏不能越江而取吳, 吳不能越江而取魏者, 諒彼材有所限, 只可相保境而已, 不可以進取也. 伯言身兼將相之任, 其指陳於其君者, 皆任賢去讒, 安固國本諸事, 卒以此憤恚致命, 可謂有忠貞之節, 不徒一將之材也.」（『硏經齋全集續集』 10冊, 史論, 陸遜）

### 总评
- 陸遜是继周瑜、鲁肃、吕蒙之后又一个声望颇高、功绩卓著的将领。他智勇兼备，武能安邦，文能治国，并且品格高尚。孙权把他比做成汤之伊尹和周初之姜尚。
- 军事才能主要表现在他足智多谋善于用兵。在讨伐山越暴乱时，他巧设疑兵，多建部队番号，乘夜进入山谷，到处鸣起军号鼓角之声，造成有干军万马的声势，从心理上瓦解了叛军。然后一鼓作气勇猛进击，终于用很少的兵力平息了几万人的山越暴乱。
- 巧夺荆州一战，利用关羽骄傲自大的弱点，以卑下的言辞写信吹捧关羽。使关羽完全丧失警惕，全力对付曹操。这样，吕蒙才得以兵不血刃轻取荆州。
- 夷陵之战是中国历史上后发制人、疲敌制胜的著名战例。作为吴军主帅的陸遜统观两军主客观态势，确定诱敌深入，集中兵力，后发制人，相机破敌的战略。并充分利用地势及天候等有利条件，巧施火攻，一举击败蜀军。大获全胜后，又适时停止追击，使曹魏无隙可乘，战略全局运筹周密，堪称用兵奇略。又根据敌强我弱的实际情况，采取了诱敌深入、疲敌师志的战略方针。刘备十万之众来势凶猛。陸遜则主动放弃大片土地和战略要地，把五、六百里的山区让给蜀军。待蜀军锐气顿减之时，陸遜巧用火攻大获胜利。从指挥艺术上说，作为一军之帅，陸遜的确是善于审时度势，做到了知己知彼，能准确捕捉战机，出奇制胜。
- 虽置身行伍，却还有一套治国安民的谋略。他任海昌屯田都尉时，政绩明显，深受百姓拥戴。他从当地土地贫瘠且连年干旱的实际出发，一方面开仓赈济贫民，一方面“劝课农桑，鼓励生产”，“百姓蒙赖”，称他为“神君”[29]。他还曾上书孙权，对国家的严法苛刑提出批评，指出：“峻法严刑，非常王之隆业，有罚无恕，非怀远之弘规”。他建议孙权要像西汉刘邦那样轻刑便民，用黄老之法治理国家，要尽量少动干戈，务以养本保民为要，只有与民休息轻徭薄赋才能富国强兵，统一天下。这些主张说明陸遜并非一介武夫，而是一个文武兼备的政治家、军事家。

## 艺术形象

### 動漫遊戲
- 真三國無雙系列 / 無雙OROCHI系列（光榮公司開發，野島健兒配音）
- 三國志
- 三國演義
- 《三国杀》
- 《蒼天航路》（王欣太）
- 《火鳳燎原》（陳某）:設定於官渡之戰篇時登場，當時已是陸家總綱，捨棄陸康被殺之仇[30]來扶助孫策，救出在徐州被袁方刺客追殺的司馬懿，派手下潛伏於太平道，並裏應外合生擒私通黃祖的許貢
- 《神魔之塔》

### 影視
- 《诸葛亮》（1985年）：由关伟伦飾演
- 《三國演義》（1992年，中國中央電視台電視劇集）：由高飞飾演
- 《關公》（1996年，中華電視公司電視劇）：由杨仲恩飾演
- 《武圣关公》（2004年，中国中央电视台电视剧）：由夏阳阳飾演
- 《三国》（2010年，高希希导演）：由邵峰饰演
- 《軍師聯盟》（2017年，中国电视剧）：由盧星宇饰演

## 後世地位
- 宋代歐陽修、宋祁等撰寫的《新唐書·卷十五·志第五·禮樂五·吉禮五》中提到，唐代時禮儀使顏真卿曾經向皇室建議，在武成庙中，除武成王姜太公及十哲外，再追封古代名將六十四人，並為他們設廟享奠，當中就包括「吳丞相婁侯陸遜」。同時代被列入廟享名單的只有诸葛亮（十哲）、關羽、張飛、張遼、周瑜、呂蒙、鄧艾、陸抗而已。
- 同樣，元代脫脫等撰寫的《宋史·卷一零五·志第五十八·禮八·吉禮八》提及宋代宣和五年時，皇室依照唐代慣例，為古代名將設廟，七十二位名將中亦包括陸遜。

## 延伸阅读
[在维基数据编辑]
 《三國志/卷58》，出自陳壽《三國志》
 在维基共享资源阅览影像
| 吳軍四大都督                 |
| ---------------------------- |
| 周瑜 \| 鲁肃 \| 吕蒙 \| 陸遜 |

| 官衔                 | 官衔                     | 官衔                                              |
| -------------------- | ------------------------ | ------------------------------------------------- |
| 前任： 首任          | 孫吳大都督 222年—229年   | 繼任： 無考                                       |
| 前任： 首任          | 孫吳荊州牧 222-244年     | 繼任： 無考                                       |
| 前任： 首任          | 孫吳上大將軍 229年—243年 | 繼任： 呂岱                                       |
| 前任： 顧雍          | 孫吳丞相 243年—245年     | 繼任： 步騭                                       |
| 前任： 孫皎 （都護） | 孫吳右都護 229年—245年   | 空缺下一位持有相同頭銜者：施績、丁奉 （左右都護） |